# Elisabeth Holm

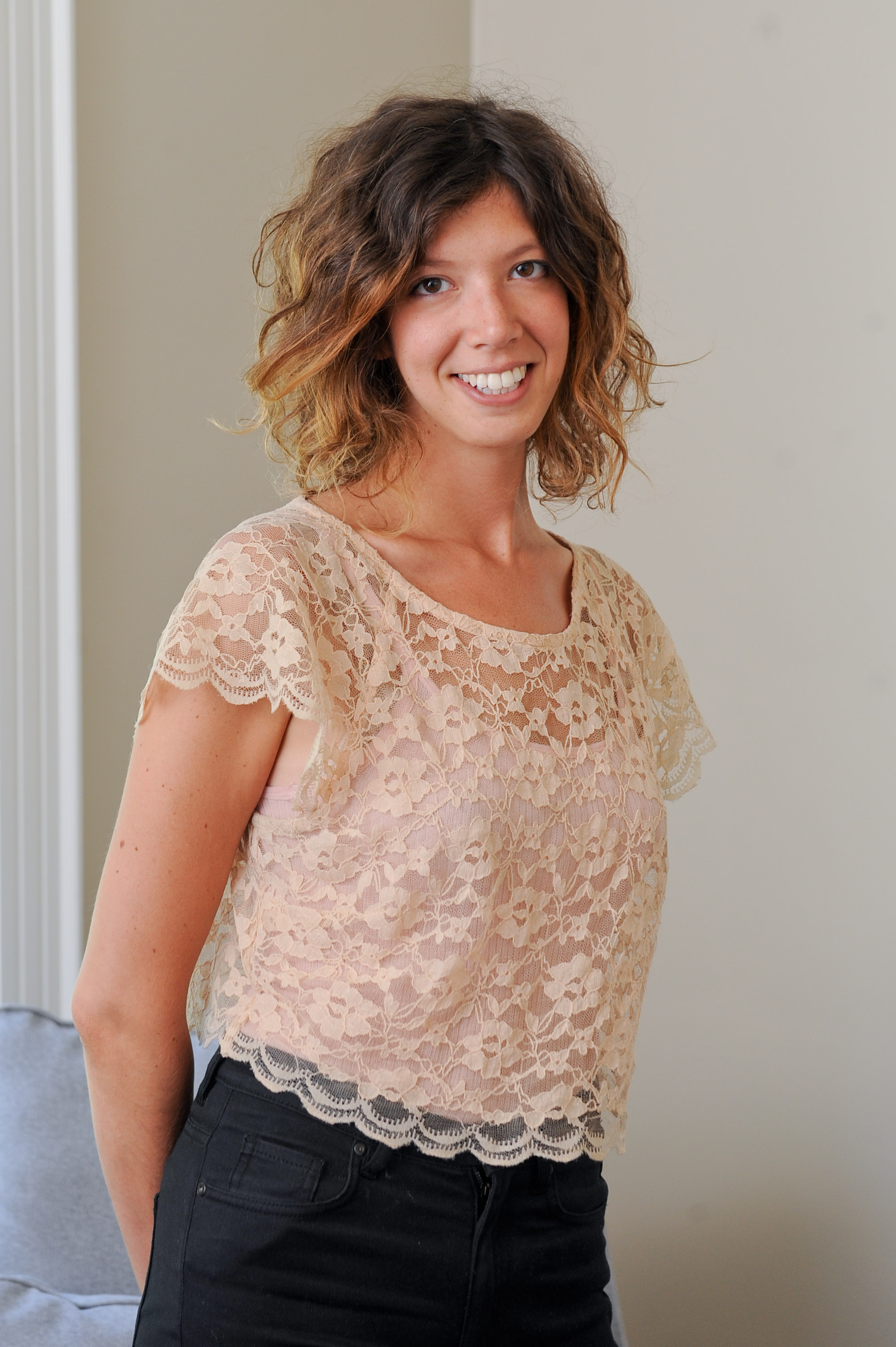
Elisabeth Holm 2014

Elisabeth Holm (* 1986 oder 1987 in New York City) ist eine US-amerikanische Filmproduzentin und Drehbuchautorin. Sie war außerdem drei Jahre lang Filmprogramm-Direktorin von Kickstarter.

## Leben
Elisabeth Holm arbeitete drei Jahre bei Kickstarter als Programmdirektorin im Bereich Film und organisierte in dieser Zeit auch das Kickstarter Film Festival.
2011 war sie Associate Producer für Paradise Lost 3: Purgatory. Ihr erster Film als Hauptproduzentin war Welcome to Pine Hill. Es folgte Obvious Child (2014), der auf dem gleichnamigen Kurzfilm von Gillian Robespierre basierte, und den sie bei Kickstarter betreut hatte. Der Film wurde unter anderem beim Sundance Film Festival 2014 ausgezeichnet, Holm selbst mit dem Red Crown Producer’s Award.
2015 wurde sie vom Forbes-Magazin in der Liste „30 Under 30“ in der Kategorie Hollywood & Entertainment genannt.
Als Drehbuchautorin war sie an Gillian Robespierres nächstem Film Landlide (2017) beteiligt. 2021 beteiligte sie sich an der Story von Marcel the Shell with Shoes On, den sie auch produzierte. Die Mischung aus Live-Action-Film und Stop-Montion-Animation-Filmkomödie wurde als Bester animierter Spielfilm bei der Oscarverleihung 2023 nominiert (zusammen mit Dean Fleischer Camp, Andrew Goldman, Caroline Kaplan und Paul Mezey).

## Filmografie
- 2010: Lessons for the Living (Assistant Producer)
- 2011: Paradise Lost 3: Purgatory (Associate Producer)
- 2012: Welcome to Pine Hill (Produzentin)
- 2014: Obvious Child (Produzentin)
- 2015: Sailing a Sinking Sea (Associate Producer)
- 2017: Landline (Produzentin, Drehbuchautorin)
- 2019: Jenny Slate: Stage Fright (Associate Producer)
- 2021: Marcel the Shell with Shoes On (Produzentin, Story)